# Brennecke-Nunatakker
Die Brennecke-Nunatakker sind eine Gruppe großer Nunatakker im südzentralen Palmerland auf der Antarktischen Halbinsel. Sie ragen an der Nordseite des Kopfendes des Beaumont-Gletschers südwestlich der Holmes Hills auf.
Der United States Geological Survey kartierte sie anhand von Luftaufnahmen der United States Navy aus den Jahren von 1966 bis 1969. Das UK Antarctic Place-Names Committee benannte sie 1978 nach dem deutschen Ozeanographen Carl Wilhelm Adolf Brennecke (1875–1924), Mitarbeiter der Deutschen Seewarte von 1904 bis 1924 und Teilnehmer an der Zweiten Deutschen Antarktisexpedition (1911–1912) unter der Leitung Wilhelm Filchners.